# 安宅家の人々
『安宅家の人々』（あたかけのひとびと）は、吉屋信子の家族愛と夫婦愛、女同士の友情を描いた小説。1951年に『毎日新聞』に連載されて、翌1952年に大映で映画化された。2008年には東海テレビ製作・フジテレビ系昼ドラでテレビドラマ化された。この作品で吉屋信子は第4回日本女流文学者賞を受賞している。1990年代には講談社の大衆文学館から文庫本が出版されていた（ISBN 4062620286、現在は絶版）。

## あらすじ
主人公・久仁子は知的障害を持つ優しい夫・宗一を支えながら養豚所を切り盛りする。幸せな日々が続く安宅家だが、夫の弟・譲二が事業に失敗し安宅家に戻ると、譲二はあやしげな儲け話に宗一を誘い、譲二の妻は宗一を愛していると言い出し、久仁子にとって落ち着かない日々がやってきた…。

## 映画 （1952年）
2008年2月、コスモコンテンツよりDVDが発売された。

### 出演
- 安宅國子：田中絹代
- 安宅宗一：船越英二
- 安宅譲二：三橋達也
- 安宅雅子：乙羽信子
- 宇田川次枝：三條美紀
- 玉木雄二郎：山村聡
- 高橋：大泉滉
- 田邊：多々良純
- 宗一の従兄弟：小沢栄太郎
- おとく：本間文子
- 勇吉：菅邦彦
- 幸造：飛田喜佐夫
- 健作：宮嶋健之
- 獣医：見明凡太朗

## テレビドラマ（2008年）
東海テレビ・フジテレビ系列で2008年1月7日から3月28日まで放送の昼のテレビドラマ。放送時間は、月曜から金曜の13:30 - 14:00(JST)。全60回。

### 概要
- それまでの愛憎ドロドロ路線とは離れた真実の愛を描く作品になるとしていた[2]。しかし、1月7日放送の『ハピふる』内で、安宅宗一役の内田滋が「今もらっている台本では、ドロドロって感じなんですが…」とコメントしており、第32、33回での放送では久仁子が嫉妬心に駆られた悪人として描かれるなど[3]、主人公の夫・宗一を取り巻く人々との愛憎劇も多く描かれている。
- 1月、2月上旬までの視聴率は平凡だったが、その後、視聴率は上昇を続け、3月20日には最高視聴率9.5%（関東地区）を記録している。
- 第2部以降は「セックス」という単語が台詞に組み込まれることが非常に多かった。

### あらすじ
バブル経済期の昭和63年のクリスマス、幼馴染同士の安宅ホテルグループ会長・宗右衛門の息子・宗一と使用人の娘・久仁子は結婚した。宗一には生まれつき知的障害があり、長い間伊豆の施設にいたのだが、母・綾子が心臓病で余命いくばくもないこともあり、久しぶりに東京の安宅家に戻ってきたばかりであった。翌年、久仁子夫妻は長年閉鎖していた宗右衛門と亡き妻・綾子の思い出である安宅高原ホテルを再開する。4年後の平成5年、バブル経済崩壊による不況とともに破産寸前の宗一の弟・譲二とその妻・雅子が安宅家に戻ってくる。名家の出身である雅子は夫・譲二の無謀な新事業計画やチンピラ達との関係を知り、次第に穢れのない心を持った宗一に惹かれてゆく。また、宗一もピアノや生け花を通し、雅子を初めて女性として愛するようになる。それを知った久仁子は雅子に激しく嫉妬し、次第に行動がヒステリックになって行ってしまう。一方、譲二は宗一から財産を引き出そうと色々と画策するが…。

### 登場人物
安宅（旧姓：宇田川）久仁子 - 遠藤久美子、岡野真也（幼少）
宗一の妻。安宅家の使用人の娘として、妹の仁美と幼少期から宗一・譲二兄弟と一緒に育つ。宗一と話す時の一人称は「久仁子」である。成人し、婚約者・稔の弁護士事務所で働いていたが、宗右衛門と綾子の願いで幼なじみの宗一と結婚することを決意。結婚後、安宅高原ホテルの副支配人となり、懸命にホテル経営の仕事に打ち込むが、真面目で真っ直ぐ過ぎる性格が宗一の心を閉ざす原因に。宗一が雅子を愛していることを知り、雅子への嫉妬心を抑えられず恐ろしい行動に出てしまう。家を出た母・さきと再会し、最初は頑なに拒んでいたが、和解する。宗一をかばって脚に障害を負った譲二から、一生自分の世話をしろと言われた矢先、父・英雄から5年前に書いた宗一との婚姻届が提出されていなかったことを知らされる。宗一との決別を決意すると、雅子に宗一を託し、脚に障害を負った譲二の世話にあけくれるが、その頃宗一の子を妊娠していることに気づく。
安宅宗一 - 内田滋、大久保祥太郎（幼少）
安宅家の長男。知的障害があるため伊豆の養護施設で暮していたが、母・綾子が病気のため久々に家に戻る。幼なじみの久仁子と結婚。宗右衛門の命により安宅家の当主となる。そして、安宅高原ホテルの支配人に就任。久仁子はホテル経営に支障を来さないよう苦肉の策として、宗一に過去の帳簿を書き写す仕事を頼むが…。ホテル経営以後は厳しい態度で接する久仁子とは違い、自分に優しく接する雅子に対し、生まれて初めて異性愛に目覚め苦悩する。譲二と争い、森の中の斜面を転落するが、譲二が自分をかばい大怪我をしたことに心を痛める。どんぐりをひろっていたときにまた森の中の斜面におちて大怪我をした。そしてその怪我が癒えないまま最後に「クニちゃんは僕が守ります」といって静かにこの世を去った。
安宅（旧姓：玉木）雅子 - 小田茜
譲二の妻。結婚までインテリアデザイナーとして活躍していた。世界的インテリアデザイナーの父とピアニストの母の間に生まれ、幼い頃から芸術に接していた。譲二の倒産後、安宅高原ホテルではフラワーコーディネートを担当。心を閉ざした宗一にピアノを教える。ホテルスタッフからの信頼も厚い。美しく穏やかで優しい女性。譲二と仁美の不倫を知ってショックを受ける。さらに、父の経営していた玉木インテリアもバブル崩壊で倒産し、借金を残さない代わりに生まれ育った京都の実家を手放さざるを得なくなってしまった。宗一を愛してしまい、その思いを断ち切るように高原ホテルを出て単身東京へ戻るが、久仁子から宗一を託され、一緒に暮らし始める。しかし、宗一の心には久仁子がいることを知り、ある賭けに出る。
安宅譲二 - 小林高鹿、澤畠流星（幼少）
宗一の異母弟、雅子の夫。安宅家で次男として育てられる。東京大学出身。幼少期から育ての母・綾子が宗一にかかりきりだったため、屈折した思いを抱きながら成人した。雅子に一目ぼれし、交際していた幼なじみの仁美を捨てる。ある日、自分が障害がある宗一のために、生みの母である佳恵の借金をかたに、宗右衛門と綾子と佳恵との間で契約されて出生した子だと知る。宗右衛門の死後、久仁子たちの安宅高原ホテルとは別で安宅ホテルグループを仕切っていたが、バブル景気の終焉とともに倒産させてしまい、仕方なく久仁子たちの所へ妻・雅子と身を寄せる。居候をしていても、いつかは大きなホテルを経営する野望を抱いている。帰国した仁美と再び関係を結んでしまう。雅子とやり直すことを決めた矢先、宗一と争いになり、森の中の斜面を転落。宗一をかばい重傷を負い、脚に障害が残ってしまい、久仁子を世話係に指名し虐待するが、後に改心し、宗一の死後は久仁子や英雄と協力し安宅高原ホテルを経営する。
宇田川仁美 - 宮下ともみ、朝日梨帆（幼少）
久仁子の妹。派手好きな性格。幼なじみの譲二と交際していた。だが、譲二に捨てられ、働いていた安宅ホテルグループを退社し、譲二との過去を断つためにイタリアにワイン留学する。4年後、誰にも知らせずに日本に帰国。帰国後は佳恵の店に間借りして銀座でホステスをしていると言っていたが、実はコールガールをしていた。源氏名はバルベーラ。安宅高原ホテルでソムリエとして働くことになるが、譲二のことは断ち切れておらず、再び関係を結んでしまう。母と再会し、久々に水いらずの時を過ごし、本格的な自立を決意して高原ホテルを出る。
宇田川英雄 - 深水三章
久仁子と仁美姉妹の父。恩義がある宗右衛門に忠実な安宅家の運転手。久仁子と宗一の縁談に迷っていた。現在は安宅高原ホテルで総務を担当。生き方に迷う久仁子と仁美を見守る。20年前、宗右衛門の妻・綾子に横恋慕しており、それを知った妻・さきが包丁を持ち出し、綾子の所へ行こうとしたのを制止しようと争った時に腕に傷を負った。このことは久仁子と仁美には長年黙っていたが、20年振りに再会したさきの口から明らかになった。生前の宗右衛門から、久仁子と宗一の婚姻届は二人が幸せになったのを見届けてから提出するよう頼まれており、5年間婚姻届を出せずにいた。
玉木光春 - 河原崎建三
雅子の父。玉木インテリア社長。世界的に有名なインテリアデザイナーでもある。雅子が誕生して間もなく妻を亡くし、男手ひとつで雅子を育てた。雅子には破産した譲二と離婚し、京都の実家に帰ってきてほしいと思っている。だが、玉木インテリアがバブル崩壊と共に倒産してしまい、借金を残さない代わりに家（雅子の実家）と本社ビルを売却せざるを得なくなる。宗一を騙し、人手に渡った本社ビルを買い戻そうとするが素気無く追い返され、絶望のあまり自殺を計るが、すんでの所で発見した雅子たちが止める。それからは、単身京都に戻ってやり直すことを決意。
安宅宗右衛門 - 目黒祐樹
安宅家当主。宗一に人並みの生活ができるように久仁子との結婚を勧める。安宅高原ホテル再開記念パーティーで脳腫瘍のため倒れる。第19話で宗一らに未来を託し、別れを告げ、亡くなる。生前、密かに英雄に久仁子と宗一の婚姻届は二人が幸せに暮らしているのを見届けてから提出するように命じていた。
橋本稔 - 阪本浩之
弁護士、久仁子の元婚約者。海外研修を終え、久仁子と結婚しようとするが、実は既に母親の言いつけで別の女性と婚約していた。それでも久仁子を選んだが、宗一との結婚を決めた久仁子から別れを告げられる。4年後、譲二の破産管財人として安宅高原ホテルに現れ、久仁子に今でも変わらぬ思いを伝えたが「終わった恋だ」と言われてしまった。
岩井和孝 - 渡辺寛二
宗一がいた伊豆の養護施設「みその学園」園長。宗一を幼少期から教育しており、宗一の理解者。久仁子から宗一についての相談をよくされている。
安宅綾子 - 一柳みる
宗右衛門の妻で宗一の母。宗一に障害があることを悔やんでいる。将来の宗一のために、宗右衛門と佳恵の間に譲二を産ませた。宗一と譲二を平等に育てられなかったことを悔やむ。心臓病で第14回に亡くなる。
原口佳恵 - 奈美悦子
譲二の生みの母。さきの仲介で宗右衛門と綾子から健常者を出産することを条件に抱えていた借金を肩代わりしてもらい、譲二を出産。そして、現在は出産の際に譲二は安宅家が引き取る代わりに与えられた小料理屋を経営している。譲二には安宅家の当主になり、安宅高原ホテル経営をして欲しいと願っている。
吉野さき（宇田川さき） - 山本みどり
英雄の元妻、久仁子と仁美の母。現在は別の男性と再婚し、フラワーアレンジメント界では吉野美咲の名で実力者でもある。まだ安宅家と縁のなかった頃の雅子に生け花を教えていた。雅子は宗一から見せてもらった古い宇田川家のアルバムを見て同一人物だと分かった。20年前に英雄の横恋慕を知った一件で家を出たことなど、当時の愛憎や自分の思いを再会した久仁子と仁美に初めて語った。そして、久仁子と和解し、仁美も含めた3人で久々に水いらずの時を過ごし、手紙を2人に渡して、また今の生活に戻って行った。（第45回-第48回の登場）
安宅高原ホテルのスタッフたち
辰巳健作 - 田原正治
遠藤志乃 - 宍戸美和公
辰巳幸太郎 - 荒川優
池田マリ - 松下萌子
その他
榊憲彦 - 沼崎悠　
ほか

### サブタイトル
| 回数   | 第1部（第1週-第4週） | 回数   | 第2部（第4週-第8週） | 回数   | 第2部（第9週-第13週) |         | 視聴率         |
| ------ | -------------------- | ------ | -------------------- | ------ | -------------------- | ------- | -------------- |
| 第1回  | 約束                 | 第20回 | 幽閉                 | 第41回 | 治療                 | 1月平均 | 5.2%           |
| 第2回  | 大混乱の見合い       | 第21回 | 結婚4歳…             | 第42回 | 真実の毒             | 2月平均 | 6.3%           |
| 第3回  | プロポーズ           | 第22回 | ひとつ屋根の下       | 第43回 | 憎みあう家族         | 3月平均 | 6.9%           |
| 第4回  | 新しい縁談           | 第23回 | 支配人の挨拶         | 第44回 | やさしい嘘           | 全平均  | 6.1%           |
| 第5回  | 捨てた指輪           | 第24回 | メロスの勉強         | 第45回 | 母の消息             | 最高    | 9.5%（第54回） |
| 第6回  | 探し物               | 第25回 | 夫婦の絆             | 第46回 | 邪魔者               | 最低    | 3.8%（第8回）  |
| 第7回  | 命の恩人             | 第26回 | 妻の叫び             | 第47回 | 苦しい記憶           |         |                |
| 第8回  | 幸せの約束           | 第27回 | 当主の挨拶           | 第48回 | 母の手紙             |         |                |
| 第9回  | 結婚の決意           | 第28回 | 大人の体験           | 第49回 | 別れの曲             |         |                |
| 第10回 | 出生の秘密           | 第29回 | 聖夫婦               | 第50回 | つらい別れ           |         |                |
| 第11回 | 不公平な愛情         | 第30回 | 夫婦の危機           | 第51回 | 誘惑                 |         |                |
| 第12回 | 出生の事情           | 第31回 | 特別な人             | 第52回 | 転落                 |         |                |
| 第13回 | きしむ家族           | 第32回 | 心の悪魔             | 第53回 | 絶望の杖             |         |                |
| 第14回 | 永遠の眠り           | 第33回 | 壊れた夫婦           | 第54回 | ご主人様             |         |                |
| 第15回 | 謀反                 | 第34回 | やつれた姿           | 第55回 | 喪失                 |         |                |
| 第16回 | 出発点               | 第35回 | 新・副支配人         | 第56回 | 愛の限界             |         |                |
| 第17回 | 再生への道           | 第36回 | 揺れる心             | 第57回 | 別かれ道             |         |                |
| 第18回 | 副支配人失格         | 第37回 | 再出発               | 第58回 | 招待状               |         |                |
| 第19回 | 支配人の涙           | 第38回 | 自然な同居           | 第59回 | 雅子の賭け           |         |                |
|        |                      | 第39回 | 仁美の秘密           | 最終回 | 幸せの場所           |         |                |
|        |                      | 第40回 | 脅迫                 |        |                      |         |                |

- 視聴率は関東地区（ビデオリサーチ調べ）

### スタッフ
- 制作 - 東海テレビ放送、ビデオフォーカス
- 企画 - 鶴啓二郎（東海テレビ）
- 原作 - 吉屋信子『安宅家の人々』
- 脚本 - 浅野有生子、福田裕子
- 広報 - 胡桃千春（東海テレビ）、山本章子（東海テレビ）
- プロデューサー - 西本淳一（東海テレビ）、大久保直実（ビデオフォーカス）、大越大士（ビデオフォーカス）
- 演出 - 藤木靖之、吉田使憲、大井利夫、最知由暁斗
- 音楽 - 長谷部徹
- 音楽制作 - インスパイア・ホールディングス
- 主題歌 - 「ヴァージン・ロード」　新妻聖子（ポニーキャニオン）2008年1月16日発売
- 技術協力 - ビデオフォーカス、バル・エンタープライズ
- 協力 - 国際放映TMC-1、山崎美術、バルティール、KHKアート、東京衣装、未来企画
- 医療監修 - 澤山透
- 医事指導 - 越田住開
- 絵画制作 - 石本靖大
- フラワーコーディネイト - 本間美穂
- 衣装協力 - フーフォレ、ワキタ株式会社、CHITOSE、荒川株式会社、リベラル、堀越ネクタイ株式会社、ラブエル、LINK IT ALL 他
- 美術協力 - YAMAHA、学研、日本工学院テクノロジーカレッジ、dinos、ギャラリー四季、河出書房新社 他
- ロケ協力 - 新国立劇場、さがみ湖ピクニックランド他

### 携帯コミックス
原作者である吉屋信子の生涯に焦点を当てたスピンオフ作品が、2008年4月発行の雑誌『マリカ』にて連載され、2008年9月より東海テレビ制作昼の帯ドラマ東海テレビ制作昼の帯ドラマ公式携帯サイト「昼ドラ倶楽部」にて安宅家の人々の携帯コミックスも配信されている。
- 「無垢の花」安宅家の人々サイドストーリー
- 作・構成 - 浅茅峰子
- 作画 - めぐみ京花
- 発行 - 扶桑社